# گمینا لیپیانه
گمینا لیپیانه (به لهستانی:  Gmina Lipiany) یک گمینا در لهستان است که در شهرستان پژتسه واقع شده‌است. گمینا لیپیانه ۹۴٫۶۲ کیلومتر مربع مساحت و ۶٬۰۳۳ نفر جمعیت دارد.